# Łypowe (obwód czernihowski)
Łypowe (ukr. Липове) – wieś na Ukrainie, w obwodzie czernihowskim, w rejonie pryłuckim, w hromadzie Tałałajiwka. W 2024 liczyła 595 mieszkańców.